# Sergej Surovikin
Sergej Vladimirovitj Surovikin (ryska: Сергей Владимирович Суровикин), född 11 oktober 1966 i Novosibirsk, är en rysk armégeneral. 
Sergej Surovikin examinerades 1987 från Omsks högre militärskola och tjänstgjorde därefter i en spetsnaz-enhet i afghansk-sovjetiska kriget i Afghanistan.
I augusti 1991 var han befäl inom en motoriserad infanteridivision. Under Augustikuppen i Sovjetunionen 1991 i Moskva beordrades Surovikin, då kapten, att sätta in sin enhet vid Trädgårdsringen i Moskva för att återställa den konstitutionella ordningen, varvid tre demonstranter vid en gatubarrikad skottskadades eller kördes över och dödades av bandstridsfordon. Efter det att kuppförsöket slagits ned, arresterades Surovikin och satt frihetsberövad under flera månader, innan anklagelserna mot honom lades ned i december 1991 på Boris Jeltsins initiativ med argumentet att Surovikin enbart lydde order. Han utexaminerade 1995 från Frunze militärakademi i Moskva och ledde därefter en motoriserad infanteribataljon i Tadzjikistan.
Bland senare posteringar märks chefskapet 2010 för den arbetsgrupp som lade grunden för försvarets militärpolis samt som överbefälhavare för Rysslands styrkor i Syrien 2017. Samma år blev han, trots sin bakgrund inom armén, flygvapenchef. Därefter var han under perioden januari–april 2019 åter chef för Rysslands militärkontingent i Syrien.  
I juni 2022 blev han befälhavare för den södra ryska armégruppen i Ukraina och den 8 oktober 2022 utnämndes han till överbefälhavare för samtliga militära styrkor i Rysslands invasion av Ukraina. Han efterträdde då Aleksandr Dvornikov, som var överbefälhavare mars–juni 2022, och Gennadij Zjidko, chef för Ryska krigsmaktens direktorat för militära och politiska frågor. Han ersattes på denna post vid årsskiftet 2022/2023 av Jevgenij Nikiforov.
Den 11 januari 2023 meddelade det ryska försvarsministeriet att generalstabschefen Valerij Gerasimov tillträtt som överbefälhavare för den ryska invasionsstyrkan, medan Sergej Surovkin tillsammans med två andra generaler utsågs till biträdande befälhavare. Han kvarstod som chef för flygvapnet fram till augusti 2023 då han blivit ersatt av Viktor Afzalov. Petningen skedde enligt uppgifter som en följd av att han hade gripits för att ha ställt sig på Wagnergruppens sida under Wagnerupproret. Han har sedan dess varit försvunnen.

## Sanktioner
Surovikin upptogs på Europeiska unionens sanktionslista i februari 2022 såsom "ansvarig för att stödja och genomföra aktiviteter och politik vilka undergräver och hotar Ukrainas territoriella integritet, suveränitet och självständighet".

## Privatliv
Sergej Surovikin är gift och har två barn.